# WAG
WAG（ワグ）は、日本のロックバンド。GIZA studio所属。
ビーイング系男性バンドであり、メンバー同士が兄弟・従兄弟・幼馴染という関係である。2005年活動休止、2006年末解散。

## メンバー
解散時のメンバー
- 平山 進也（ひらやま しんや、1979年1月31日 - ）（46歳） - ボーカル
平山裕司の兄。血液型O型。
尊敬するアーティストはステレオフォニックスのケリー・ジョーンズ。
- 平山 裕司（ひらやま ゆうじ、1980年10月18日 - ）（44歳） - ギター
平山進也の弟。身長173cm。血液型O型。
中学生の頃、MR. BIGの歪んだギターの音に魅かれてギターを始める。
- 柳田 圭祐（やなぎだ けいすけ、1981年3月16日 - ）（43歳） - ギター
平山裕司の幼馴染で同学年。身長170cm。血液型A型。箕面自由学園高等学校卒業。
中学生の頃、担任の教師がギターを弾いているのを見て、憧れたのがギターを始めたきっかけ。
好きなアーティストはニルヴァーナのカート・コバーン、マリリン・マンソン。
- 小黒 哲也（おぐろ てつや、1978年11月29日 - ）（46歳） - ドラム
平山進也の幼馴染で同学年。身長178cm。血液型B型。大阪産業大学中退。
WAGへの加入をきっかけにギターからドラムへ転向した。
メンバーの中で唯一の理系であり、楽曲のアレンジ、マニピュレートを手がける。
好きなアーティストはレディオヘッド。

過去に在籍したメンバー
- 南 公祐（みなみ こうすけ、1977年5月21日）（47歳） - ベース
平山兄弟の従兄。血液型AB型。身長174cm。
オーシャン・カラー・シーンのデーモン・ミンケラに憧れてベースを始める。
大学ではアイルランド文学を専攻しており、インディーズ作品ではすべての英語詞を手掛けた。
2004年3月31日付で脱退。

## 略歴
- 1998年、平山兄弟を中心に結成。メンバーチェンジを繰り返し、現メンバーに至る。
- 1999年5月、CDデビュー前ながらサンヨーポータブルMD『MD-U4』イメージソングに「Odyssey」が起用され、本人たちも同製品のTVCMに出演する。
- 1999年7月10日、インディーズシングル「Odyssey」をGarage Indies Zapping Association（GIZA studio直属インディーズレーベル）よりリリース。各メンバー自身がデザインしたオリジナルTシャツ付パッケージも数量限定発売される。
- 1999年10月14日、シングル「Free Magic」でGIZA studioよりメジャーデビュー。リリース前からアニメ『名探偵コナン』のエンディングテーマに起用されていた。オリコンチャート最高位30位。
- 2001年10月3日、メジャー初のアルバム『WAG』を発売。
- 2004年2月25日、シングル「吹きすさぶ風の中で」を発売。「Free Magic」以来のオリコンチャートランクインとなるオリコンチャート最高位64位。
- 2004年3月31日、南公祐が脱退。翌日公式サイトで発表される。
- 2004年5月26日、4人編成での最初で最後のシングルとなった「Don't look back again」を発売。オリコンチャート最高位104位を獲得した。尚、同シングルに封入されていたアンケート葉書では、3枚目のアルバムを制作中といった内容が記されていたが、今作を最後にリリースが停止した。
- 2005年11月28日、公式ファンクラブ『WAG-ON!』の解散が発表。
- 2006年12月31日、正式解散。翌2007年2月にはオフィシャルサイト上で活動を中止した旨が明かされる。
- 2012年3月20日、解散後、約5年3か月の沈黙を破り、hillsパン工場でのライブ『ロックンロールxシンドローム-hillsパン工場 9th Anniversary　edition』に平山兄弟と柳田がスペシャルゲストとして出演。8年ぶりのライブとなった。

## ディスコグラフィー

### シングル
| 枚   | 発売日         | タイトル                          | 規格品番  | 備考                                         |
| ---- | -------------- | --------------------------------- | --------- | -------------------------------------------- |
| 1st  | 1999年10月14日 | Free Magic                        | GZDA-1013 |                                              |
| 2nd  | 2000年7月19日  | Don't Think Twice, It's All Right | GZCA-1040 |                                              |
| 3rd  | 2001年5月16日  | Just wanna be                     | GZCA-1075 |                                              |
| 4th  | 2001年8月29日  | 悲しみの雨                        | GZCA-2012 |                                              |
| 5th  | 2001年11月21日 | TIME WAITS FOR NO ONE             | GZCA-2021 | メジャー1stアルバム『WAG』からシングルカット |
| 6th  | 2002年2月27日  | All For Your Love                 | GZCA-2029 |                                              |
| 7th  | 2002年12月18日 | Rollin' Man                       | GZCA-7009 |                                              |
| 8th  | 2003年5月28日  | FIGHT SONG                        | GZCA-7017 |                                              |
| 9th  | 2003年8月6日   | そして今日も何処かで              | GZCA-7028 |                                              |
| 10th | 2004年2月25日  | 吹きすさぶ風の中で                | GZCA-7041 |                                              |
| 11th | 2004年5月26日  | Don't look back again             | GZCA-7052 |                                              |

### アルバム
| 枚  | 発売日         | タイトル    | 規格品番  | 収録曲                             | 備考                    |
| --- | -------------- | ----------- | --------- | ---------------------------------- | ----------------------- |
| 1st | 2001年10月3日  | WAG         | GZCA-5004 | Don't pass me by                   |                         |
| 1st | 2001年10月3日  | WAG         | GZCA-5004 | Free Magic                         |                         |
| 1st | 2001年10月3日  | WAG         | GZCA-5004 | TIME WAITS FOR NO ONE              |                         |
| 1st | 2001年10月3日  | WAG         | GZCA-5004 | 悲しみの雨                         |                         |
| 1st | 2001年10月3日  | WAG         | GZCA-5004 | Don't Think Twice, It's All Right  |                         |
| 1st | 2001年10月3日  | WAG         | GZCA-5004 | In my life ＜album mix＞           |                         |
| 1st | 2001年10月3日  | WAG         | GZCA-5004 | L to R                             |                         |
| 1st | 2001年10月3日  | WAG         | GZCA-5004 | NO SALE                            |                         |
| 1st | 2001年10月3日  | WAG         | GZCA-5004 | Just wanna be                      |                         |
| 1st | 2001年10月3日  | WAG         | GZCA-5004 | そのままの君で…                    |                         |
| 2nd | 2003年11月19日 | Point Depot | GZCA-5039 | sweet days                         | 全作詞・作曲・編曲：WAG |
| 2nd | 2003年11月19日 | Point Depot | GZCA-5039 | Rollin' Man ＜Album Mix＞          | 全作詞・作曲・編曲：WAG |
| 2nd | 2003年11月19日 | Point Depot | GZCA-5039 | 日本                               | 全作詞・作曲・編曲：WAG |
| 2nd | 2003年11月19日 | Point Depot | GZCA-5039 | You're special                     | 全作詞・作曲・編曲：WAG |
| 2nd | 2003年11月19日 | Point Depot | GZCA-5039 | Radio                              | 全作詞・作曲・編曲：WAG |
| 2nd | 2003年11月19日 | Point Depot | GZCA-5039 | moxie                              | 全作詞・作曲・編曲：WAG |
| 2nd | 2003年11月19日 | Point Depot | GZCA-5039 | FIGHT SONG ＜Album Mix＞           | 全作詞・作曲・編曲：WAG |
| 2nd | 2003年11月19日 | Point Depot | GZCA-5039 | そして今日も何処かで ＜Album Mix＞ | 全作詞・作曲・編曲：WAG |
| 2nd | 2003年11月19日 | Point Depot | GZCA-5039 | myself                             | 全作詞・作曲・編曲：WAG |
| 2nd | 2003年11月19日 | Point Depot | GZCA-5039 | Rising Generation                  | 全作詞・作曲・編曲：WAG |
| 2nd | 2003年11月19日 | Point Depot | GZCA-5039 | 遠い約束の歌                       | 全作詞・作曲・編曲：WAG |

### ミニアルバム
| 枚  | 発売日       | タイトル | 規格品番  | 収録曲     | 備考 |
| --- | ------------ | -------- | --------- | ---------- | --- |
| 1st | 2000年2月2日 | Ri-Ra    | GZCA-1018 | Free Magic | ジャケット撮影終了・レコーディング済にも拘らず、 制作上の都合により発売中止。 収録予定曲の内、既に発売されていたFree Magicを除くと、 その後発売されたのはDAWNのみである。 他の曲については、題名が変更されたか、お蔵入りになっていると思われる。 |
| 1st | 2000年2月2日 | Ri-Ra    | GZCA-1018 | SO･･･      | ジャケット撮影終了・レコーディング済にも拘らず、 制作上の都合により発売中止。 収録予定曲の内、既に発売されていたFree Magicを除くと、 その後発売されたのはDAWNのみである。 他の曲については、題名が変更されたか、お蔵入りになっていると思われる。 |
| 1st | 2000年2月2日 | Ri-Ra    | GZCA-1018 | GOOD DAY   | ジャケット撮影終了・レコーディング済にも拘らず、 制作上の都合により発売中止。 収録予定曲の内、既に発売されていたFree Magicを除くと、 その後発売されたのはDAWNのみである。 他の曲については、題名が変更されたか、お蔵入りになっていると思われる。 |
| 1st | 2000年2月2日 | Ri-Ra    | GZCA-1018 | TAKE YOU   | ジャケット撮影終了・レコーディング済にも拘らず、 制作上の都合により発売中止。 収録予定曲の内、既に発売されていたFree Magicを除くと、 その後発売されたのはDAWNのみである。 他の曲については、題名が変更されたか、お蔵入りになっていると思われる。 |
| 1st | 2000年2月2日 | Ri-Ra    | GZCA-1018 | DAWN       | ジャケット撮影終了・レコーディング済にも拘らず、 制作上の都合により発売中止。 収録予定曲の内、既に発売されていたFree Magicを除くと、 その後発売されたのはDAWNのみである。 他の曲については、題名が変更されたか、お蔵入りになっていると思われる。 |
| 1st | 2000年2月2日 | Ri-Ra    | GZCA-1018 | SHOUT      | ジャケット撮影終了・レコーディング済にも拘らず、 制作上の都合により発売中止。 収録予定曲の内、既に発売されていたFree Magicを除くと、 その後発売されたのはDAWNのみである。 他の曲については、題名が変更されたか、お蔵入りになっていると思われる。 |

### インディーズ作品

#### シングル
| 枚  | 発売日        | タイトル | 規格品番             | 備考                    |
| --- | ------------- | -------- | -------------------- | ----------------------- |
| 1st | 1999年7月10日 | Odyssey  | ICR-006-A～E ICR-009 | Tシャツ付限定版同時発売 |

#### アルバム
| 枚  | 発売日        | タイトル       | 規格品番 | 作詞・作曲・編曲 | 備考           | 収録曲 |
| --- | ------------- | -------------- | -------- | ---------------- | -------------- | ------ |
| 1st | 1999年9月3日  | WAGGISH TRICKS | ICR-010  | WAG              | 全英詞アルバム |        |
| 2nd | 1999年10月3日 | Baggot Inn     | ICR-012  | WAG              | 全英詞アルバム |        |

## タイアップ一覧
| 使用年 | 曲名                              | タイアップ                                                                                          |
| ------ | --------------------------------- | --------------------------------------------------------------------------------------------------- |
| 1999年 | Odyssey                           | サンヨーポータブルMD「MD-U4」CMソング                                                               |
| 1999年 | Free Magic                        | 読売テレビ・日本テレビ系全国ネット放送アニメ『名探偵コナン』エンディングテーマ（第153話 - 第179話） |
| 1999年 | Free Magic                        | 童夢 CMソング                                                                                       |
| 2000年 | Don't Think Twice, It's All Right | 広島テレビ・日本テレビ系『あけすけ』エンディングテーマ                                              |
| 2001年 | Just wanna be                     | テレビ東京系アニメ『PROJECT ARMS』エンディングテーマ（第1話 - 第13話）                              |
| 2001年 | 悲しみの雨                        | テレビ朝日系『内村プロデュース』7月クールエンディングテーマ                                         |
| 2001年 | TIME WAITS FOR NO ONE             | テレビ東京系アニメ『PROJECT ARMS The 2nd Chapter』オープニングテーマ（第27話 - 第52話）             |
| 2003年 | FIGHT SONG                        | 読売テレビ系『プロの動脈。』エンディングテーマ                                                      |
| 2003年 | そして今日も何処かで              | テレビ朝日系『奇跡の扉 TVのチカラ』エンディングテーマ                                               |
| 2003年 | 日本                              | 童夢 CMソング                                                                                       |
| 2004年 | 吹きすさぶ風の中で                | テレビ東京系アニメ『最遊記RELOAD』エンディングテーマ                                                |
| 2004年 | Don't look back again             | テレビ東京系アニメ『最遊記RELOAD GUNLOCK』オープニングテーマ                                        |

## ラジオ番組
- Future Paradise WAG-ON!（Kiss-FM KOBE）1999年10月1日～2003年12月27日